# Two-Nights-Tour 2024/25
Die 2. Two-Nights-Tour 2024/25 (offiziell Viessmann FIS Ski Jumping World Cup 2024/25) war als Weltcupspringen Teil des Skisprung-Weltcups 2024/25 und fand vom 30. Dezember 2024 bis zum 1. Januar 2025 in Garmisch-Partenkirchen auf der Großen Olympiaschanze (K 125/HS 142) und in Oberstdorf, Deutschland auf der Schattenbergschanze (K 120/HS 137) statt. Der Wettbewerb bestand aus zwei Einzelspringen der Damen, die im K.-o.-System ausgetragen wurden. Die Gewinnerin erhielt 10.000 Euro, die zweitplatzierte 5.000 Euro und die drittplatzierte 3.000 Euro. Titelverteidigerin war Nika Prevc aus Slowenien, die auch diese Ausgabe gewinnen konnte.

## Programm und Zeitplan
Das Programm der Two-Nights-Tour wurde auf drei Tage verteilt.
| Garmisch-Partenkirchen |

| Oberstdorf |

| Garmisch-Partenkirchen |

| Oberstdorf |

## Teilnehmende Nationen und Athletinnen
Es nahmen 60 Skispringerinnen aus 14 Nationen an der Two-Nights-Tour 2024/25 teil:
| Nation                   | Anzahl               | Athletin |
| Europa (10 Nationen)     | Europa (10 Nationen) | Europa (10 Nationen) |
| ------------------------ | -------------------- | --- |
| Deutschland              | 6+6                  | Selina Freitag, Anna Hollandt (nur in Garmisch-Partenkirchen), Alvine Holz, Agnes Reisch, Katharina Schmid, Juliane Seyfarth Nationale Gruppe: Pia Lilian Kübler, Emely Torazza, Julina Kreibich (nur in Garmisch-Partenkirchen), Lia Böhme (nur in Garmisch-Partenkirchen), Kim Amy Duschek (nur in Garmisch-Partenkirchen), Anna-Fay Scharfenberg |
| Österreich               | 6                    | Lisa Eder, Marita Kramer, Julia Mühlbacher, Eva Pinkelnig, Jacqueline Seifriedsberger, Meghann Wadsak |
| Finnland                 | 2                    | Julia Kykkänen, Jenny Rautionaho |
| Frankreich               | 2                    | Emma Chervet, Joséphine Pagnier |
| Italien                  | 4                    | Martina Ambrosi, Jessica Malsiner, Lara Malsiner, Annika Sieff |
| Norwegen                 | 5                    | Thea Minyan Bjørseth, Eirin Maria Kvandal, Ingvild Synnøve Midtskogen, Anna Odine Strøm, Heidi Dyhre Traaserud |
| Rumänien                 | 1                    | Daniela Haralambie |
| Slowakei                 | 1                    | Kira Mária Kapustíková |
| Slowenien                | 6                    | Taja Bodlaj, Tina Erzar, Katra Komar, Ema Klinec, Ajda Košnjek, Nika Prevc |
| Tschechien               | 4                    | Anežka Indráčková, Karolína Indráčková, Veronika Jenčová, Klára Ulrichová |
| Nordamerika (2 Nationen) |                      | |
| Kanada                   | 3                    | Alexandria Loutitt, Nicole Maurer, Abigail Strate |
| Vereinigte Staaten       | 4                    | Annika Belshaw, Paige Jones (nur in Garmisch-Partenkirchen), Josie Johnson, Samantha Macuga |
| Asien (2 Nationen)       |                      | |
| Japan                    | 5                    | Kurumi Ichinohe, Yūki Itō, Nozomi Maruyama, Yūka Setō, Sara Takanashi |
| Volksrepublik China      | 5                    | Liu Qi, Pan Yutong, Peng Qingyue, Wang Liangyao, Zhou Shiyu |

## Bericht
| Rang                       | Athletin             | Punkte |
| -------------------------- | -------------------- | ------ |
|                            | Katharina Schmid     | 555    |
|                            | Nika Prevc           | 529    |
|                            | Eirin Maria Kvandal  | 306    |
| 04.                        | Selina Freitag       | 303    |
| 05.                        | Lisa Eder            | 295    |
| 06.                        | Anna Odine Strøm     | 272    |
| 07.                        | Ema Klinec           | 252    |
|                            | Eva Pinkelnig        | 252    |
| 09.                        | Thea Minyan Bjørseth | 217    |
| 10.                        | Alexandria Loutitt   | 195    |
| Stand nach Two-Nights-Tour |                      |        |

### Vorbericht
Am 9. Dezember 2024 wurde das Mineralölunternehmen Orlen Deutschland als Event-Sponsor der Two-Nights-Tour 2024/25 bestätigt. Einen Tag vor Heiligabend gab das Trainerteam aus Norwegen bekannt, das Eirin Maria Kvandal, Thea Minyan Bjørseth, Anna Odine Strøm, Ingvild Synnøve Midtskogen und Heidi Dyhre Traaserud an den zwei Weltcups im Rahmen der Two-Nights-Tour teilnehmen. Silje Opseth, die noch beim Weltcup in Engelberg an den Start ging, ist nicht mehr im Kader vertreten. Einen Tag nach dem zweiten Weihnachtstag teilte der polnische Skiverband mit, dass keine polnische Athletin an der Two-Nights-Tour in Deutschland teilnehmen. Wegen wiederkehrender Knieprobleme kann die Slowenin Nika Vodan an den zwei Weltcupspringen nicht teilnehmen. Wann sie wieder in den Weltcup zurückkehrt, ist derzeit nicht bekannt. Einen Tag vor Beginn der Two-Nights-Tour nominierte der Deutsche Skiverband zwölf deutsche Athletinnen: Katharina Schmid, Selina Freitag, Juliane Seyfarth, Anna Hollandt, Agnes Reisch und Alvine Holz. Für die nationale Gruppe: Pia Lilian Kübler, Emely Torazza, Julina Kreibich, Lia Böhme, Kim Amy Duschek und Anna-Fay Scharfenberg.
Am Montagvormittag teilte der Internationale Skiverband (FIS) mit, dass 60 Athletinnen aus 14 Ländern in Garmisch-Partenkirchen in das offizielle Training und in die Qualifikation gehen. Es qualifizierten sich nicht die 50, sondern die 30 Athletinnen für den ersten Durchgang. Denn es wird im K.-o.-System gesprungen. Im ersten Durchgang kommt es zu 15 Duellen, das heißt der 15. trifft auf den 16 aus der Qualifikation usw. bis alle 30 Athletinnen gesprungen sind. Die besten 15 Athletinnen und die 5 Verliererinnen treten im Finaldurchgang an und springen um den Sieg.

## Ergebnisse

### Garmisch-Partenkirchen

#### K.-o.-Duelle
| Springerin 1           | Weite   | Punkte |  | Springerin 2                   | Weite   | Punkte |
| ---------------------- | ------- | ------ |  | ------------------------------ | ------- | ------ |
| Abigail Strate (S)     | 125,0 m | 108,8  |  | Ingvild Synnøve Midtskogen     | 115,5 m | 095,2  |
| Alexandria Loutitt (S) | 127,0 m | 117,4  |  | Juliane Seyfarth (LL)          | 128,5 m | 116,5  |
| Yūki Itō (S)           | 126,5 m | 114,1  |  | Nozomi Maruyama (LL)           | 126,5 m | 113,0  |
| Yūka Setō              | 119,5 m | 099,7  |  | Sara Takanashi (S)             | 127,5 m | 111,9  |
| Julia Kykkänen         | 108,5 m | 077,9  |  | Thea Minyan Bjørseth (S)       | 127,0 m | 118,6  |
| Kurumi Ichinohe (LL)   | 120,0 m | 102,3  |  | Anna Odine Strøm (S)           | 131,0 m | 124,4  |
| Heidi Dyhre Traaserud  | 122,5 m | 99,6   |  | Agnes Reisch (S)               | 130,5 m | 125,8  |
| Julia Mühlbacher (LL)  | 123,0 m | 105,9  |  | Eva Pinkelnig (S)              | 134,0 m | 125,4  |
| Joséphine Pagnier      | 115,0 m | 090,3  |  | Lisa Eder (S)                  | 127,5 m | 118,4  |
| Anežka Indráčková      | 103,0 m | 071,3  |  | Ema Klinec (S)                 | 123,5 m | 113,4  |
| Jenny Rautionaho (LL)  | 120,0 m | 106,4  |  | Jacqueline Seifriedsberger (S) | 119,0 m | 115,4  |
| Alvine Holz            | 077,5 m | 018,7  |  | Katharina Schmid (S)           | 127,5 m | 125,6  |
| Marita Kramer          | 113,5 m | 094,2  |  | Nika Prevc (S)                 | 134,0 m | 133,1  |
| Annika Sieff           | 106,0 m | 085,5  |  | Eirin Maria Kvandal (S)        | 132,5 m | 128,6  |
| Liu Qi                 | 103,0 m | 072,3  |  | Selina Freitag (S)             | 125,0 m | 118,2  |

S: Qualifiziert durch den Sieg im K.o.- Duell
LL: Qualifiziert als Lucky Loser

#### Endergebnis
- Wetter 1 Durchgang: klarer Himmel, Temperatur: 5,8 °C/ 4,1 °C, Wind in m/s: minimal: −0,51, maximal: 0,13, durchschnittlich: −0,09
- Wetter 2 Durchgang: klarer Himmel, Temperatur: 7,5 °C/ 7,1 °C, Wind in m/s: minimal: −0,46, maximal: 0,23, durchschnittlich: −0,06

| Rang | Name                       | Weite 1      | Weite 2      | Punkte |
| ---- | -------------------------- | ------------ | ------------ | ------ |
|      | Nika Prevc                 | 134,0 m 0(1) | 135,5 m 0(1) | 275,8  |
|      | Eirin Maria Kvandal        | 132,5 m 0(2) | 135,0 m 0(2) | 268,6  |
|      | Eva Pinkelnig              | 134,0 m 0(5) | 137,5 m 0(3) | 259,3  |
| 04   | Agnes Reisch               | 130,5 m 0(3) | 126,0 m 0(9) | 249,1  |
| 05   | Katharina Schmid           | 127,5 m 0(4) | 123,0 m (10) | 248,4  |
| 06   | Thea Minyan Bjørseth       | 127,0 m 0(7) | 130,5 m 0(4) | 246,8  |
| 07   | Lisa Eder                  | 127,5 m 0(8) | 132,5 m 0(4) | 246,6  |
| 08   | Selina Freitag             | 125,0 m 0(9) | 128,5 m 0(6) | 246,0  |
| 09   | Jacqueline Seifriedsberger | 119,0 m (12) | 133,5 m 0(7) | 241,2  |
| 10   | Anna Odine Stroem          | 131,0 m 0(6) | 125,0 m (12) | 239,1  |
| 11   | Juliane Seyfarth           | 128,5 m (11) | 134,5 m (11) | 238,6  |
| 12   | Ema Klinec                 | 123,5 m (14) | 131,5 m 0(8) | 237,6  |
| 13   | Alexandria Loutitt         | 127,0 m (10) | 123,5 m (16) | 227,8  |
| 14   | Yūki Itō                   | 126,5 m (13) | 124,5 m (14) | 227,4  |
| 15   | Sara Takanashi             | 127,5 m (16) | 127,5 m (13) | 225,7  |
| 16   | Nozomi Maruyama            | 126,5 m (15) | 124,0 m (15) | 224,6  |

| Rang                                          | Name                       | Weite 1      | Weite 2      | Punkte |
| --------------------------------------------- | -------------------------- | ------------ | ------------ | ------ |
| 17                                            | Abigail Strate             | 125,0 m (17) | 122,5 m (17) | 214,8  |
| 18                                            | Jenny Rautionaho           | 120,0 m (18) | 121,0 m (18) | 211,1  |
| 19                                            | Julia Mühlbacher           | 123,0 m (19) | 118,0 m (19) | 202,3  |
| 20                                            | Kurumi Ichinohe            | 120,0 m (20) | 117,5 m (20) | 196,0  |
| Für den zweiten Durchgang nicht qualifiziert: |                            |              |              |        |
| 21                                            | Yūka Setō                  | 119,5 m (21) | —            | 099,7  |
| 22                                            | Heidi Dyhre Traaserud      | 122,5 m (22) | —            | 099,6  |
| 23                                            | Ingvild Synnøve Midtskogen | 115,5 m (23) | —            | 095,2  |
| 24                                            | Marita Kramer              | 113,5 m (24) | —            | 094,2  |
| 25                                            | Joséphine Pagnier          | 115,0 m (25) | —            | 090,3  |
| 26                                            | Annika Sieff               | 106,0 m (26) | —            | 085,5  |
| 27                                            | Julia Kykkänen             | 108,5 m (27) | —            | 077,9  |
| 28                                            | Liu Qi                     | 103,0 m (28) | —            | 072,3  |
| 29                                            | Anežka Indráčková          | 103,0 m (29) | —            | 071,3  |
| 30                                            | Alvine Holz                | 077,5 m (30) | —            | 018,7  |

### Oberstdorf

#### K.-o.-Duelle
| Springerin 1                   | Weite   | Punkte |  | Springerin 2                   | Weite   | Punkte |
| ------------------------------ | ------- | ------ |  | ------------------------------ | ------- | ------ |
| Selina Freitag (S)             | 131,0 m | 153,5  |  | Juliane Seyfarth (LL)          | 116,5 m | 125,9  |
| Heidi Dyhre Traaserud          | 102,0 m | 100,7  |  | Lisa Eder (S)                  | 114,0 m | 127,0  |
| Jenny Rautionaho               | 102,5 m | 103,8  |  | Anna Odine Strøm (S)           | 129,0 m | 150,7  |
| Nozomi Maruyama (LL)           | 116,0 m | 121,7  |  | Eva Pinkelnig (S)              | 128,0 m | 139,2  |
| Ingvild Synnøve Midtskogen (S) | 127,0 m | 130,1  |  | Abigail Strate (LL)            | 114,5 m | 118,6  |
| Yūka Setō (LL)                 | 109,0 m | 108,7  |  | Yūki Itō (S)                   | 121,0 m | 133,6  |
| Kurumi Ichinohe                | 108,5 m | 108,5  |  | Alexandria Loutitt (S)         | 120,0 m | 130,6  |
| Lara Malsiner (S)              | 116,0 m | 124,8  |  | Sara Takanashi (LL)            | 117,5 m | 124,0  |
| Annika Sieff                   | 102,5 m | 103,5  |  | Agnes Reisch (S)               | 121,0 m | 139,2  |
| Emma Chervet                   | 092,5 m | 086,2  |  | Jacqueline Seifriedsberger (S) | 113,5 m | 128,6  |
| Karolina Indrackova            | 090,0 m | 087,9  |  | Nika Prevc (S)                 | 122,0 m | 149,7  |
| Taja Bodlaj                    | 096,5 m | 097,8  |  | Eirin Maria Kvandal (S)        | 122,5 m | 146,8  |
| Julia Kykkänen                 | 091,0 m | 090,9  |  | Thea Minyan Bjørseth (S)       | 105,5 m | 109,4  |
| Anežka Indráčková              | 095,0 m | 089,2  |  | Ema Klinec (S)                 | 121,0 m | 144,1  |
| Julia Mühlbacher               | 100,0 m | 088,1  |  | Katharina Schmid (S)           | 130,5 m | 150,4  |

S: Qualifiziert durch den Sieg im K.o.- Duell
LL: Qualifiziert als Lucky Loser

#### Endergebnis
- Wetter 1 Durchgang: klarer Himmel, Temperatur: 7,6 °C/ 7,3 °C, Wind in m/s: minimal: −2,32, maximal: −0,10, durchschnittlich: −1,44
- Wetter 2 Durchgang: klarer Himmel, Temperatur: 7,5 °C/ 7,1 °C, Wind in m/s: minimal: −2,01, maximal: −0,24, durchschnittlich: −1,29

| Rang | Name                       | Weite 1      | Weite 2      | Punkte |
| ---- | -------------------------- | ------------ | ------------ | ------ |
|      | Nika Prevc                 | 122,0 m 0(4) | 134,5 m 0(1) | 311,9  |
|      | Anna Odine Strøm           | 129,0 m 0(2) | 132,0 m 0(2) | 304,5  |
|      | Eirin Maria Kvandal        | 122,5 m 0(5) | 139,0 m 0(4) | 300,1  |
| 04   | Katharina Schmid           | 130,5 m 0(3) | 123,5 m 0(7) | 299,4  |
| 05   | Selina Freitag             | 131,0 m 0(1) | 120,0 m (10) | 298,4  |
| 06   | Ema Klinec                 | 121,0 m 0(6) | 129,5 m 0(3) | 297,5  |
| 07   | Agnes Reisch               | 121,0 m 0(7) | 129,5 m 0(9) | 284,4  |
| 08   | Jacqueline Seifriedsberger | 113,5 m (12) | 129,0 m 0(5) | 280,6  |
| 09   | Lisa Eder                  | 114,0 m (13) | 126,5 m 0(6) | 278,2  |
| 10   | Yūki Itō                   | 121,0 m 0(9) | 124,5 m (11) | 276,9  |
| 11   | Sara Takanashi             | 117,5 m (16) | 126,5 m 0(8) | 270,8  |
| 12   | Eva Pinkelnig              | 128,0 m 0(7) | 122,0 m (16) | 269,3  |
| 13   | Ingvild Synnøve Midtskogen | 127,0 m (11) | 116,5 m (12) | 266,9  |
| 14   | Alexandria Loutitt         | 120,0 m (10) | 121,0 m (13) | 263,3  |
| 15   | Lara Malsiner              | 116,0 m (15) | 118,5 m (14) | 256,3  |
| 16   | Juliane Seyfarth           | 116,5 m (14) | 118,0 m (15) | 256,2  |

| Rang                                          | Name                  | Weite 1      | Weite 2      | Punkte |
| --------------------------------------------- | --------------------- | ------------ | ------------ | ------ |
| 17                                            | Abigail Strate        | 114,5 m (18) | 115,0 m (17) | 247,8  |
| 18                                            | Nozomi Maruyama       | 116,0 m (17) | 107,0 m (20) | 232,5  |
| 19                                            | Yūka Setō             | 109,0 m (17) | 115,0 m (20) | 227,8  |
| 20                                            | Thea Minyan Bjørseth  | 105,5 m (20) | 114,0 m (18) | 225,6  |
| Für den zweiten Durchgang nicht qualifiziert: |                       |              |              |        |
| 21                                            | Kurumi Ichinohe       | 108,5 m (21) | —            | 108,5  |
| 22                                            | Jenny Rautionaho      | 102,5 m (22) | —            | 103,8  |
| 23                                            | Annika Sieff          | 102,5 m (23) | —            | 103,5  |
| 24                                            | Heidi Dyhre Traaserud | 102,0 m (24) | —            | 100,7  |
| 25                                            | Taja Bodlaj           | 096,5 m (25) | —            | 097,8  |
| 26                                            | Julia Kykkänen        | 091,0 m (26) | —            | 090,9  |
| 27                                            | Anežka Indráčková     | 095,0 m (27) | —            | 089,2  |
| 28                                            | Julia Mühlbacher      | 100,0 m (28) | —            | 088,1  |
| 29                                            | Karolína Indráčková   | 090,0 m (29) | —            | 087,9  |
| 30                                            | Emma Chervet          | 092,5 m (30) | —            | 086,2  |

## Gesamtwertung
| Rang | Name                       | Garmisch- Partenkirchen | Oberstdorf | Gesamt- wertung |
| ---- | -------------------------- | ----------------------- | ---------- | --------------- |
|      | Nika Prevc                 | 275,8 0(1)              | 311,9 0(1) | 587,7           |
|      | Eirin Maria Kvandal        | 268,6 0(2)              | 300,1 0(3) | 568,7           |
|      | Katharina Schmid           | 248,4 0(5)              | 299,4 0(4) | 547,8           |
| 04   | Selina Freitag             | 246,0 0(8)              | 298,4 0(5) | 544,4           |
| 05   | Anna Odine Strøm           | 239,1 (10)              | 304,5 0(2) | 543,6           |
| 06   | Ema Klinec                 | 237,6 (12)              | 297,5 0(6) | 535,1           |
| 07   | Agnes Reisch               | 249,1 0(4)              | 284,4 0(7) | 533,5           |
| 08   | Eva Pinkelnig              | 259,3 0(3)              | 269,3 (12) | 528,6           |
| 09   | Lisa Eder                  | 246,6 0(7)              | 278,2 0(9) | 524,8           |
| 10   | Jacqueline Seifriedsberger | 241,2 0(9)              | 280,6 0(8) | 521,8           |
| 11   | Yūki Itō                   | 227,4 (14)              | 276,9 (10) | 504,3           |
| 12   | Sara Takanashi             | 225,7 (15)              | 270,8 (11) | 496,5           |
| 13   | Juliane Seyfarth           | 238,6 (11)              | 256,2 (16) | 494,8           |
| 14   | Alexandria Loutitt         | 227,8 (13)              | 263,3 (14) | 491,1           |
| 15   | Thea Minyan Bjørseth       | 246,8 0(6)              | 225,6 (20) | 472,4           |
| 16   | Abigail Strate             | 214,8 (17)              | 225,6 (17) | 462,6           |
| 17   | Nozomi Maruyama            | 224,6 (16)              | 232,5 (18) | 457,1           |

| Rang | Name                       | Garmisch- Partenkirchen | Oberstdorf | Gesamt- wertung |
| ---- | -------------------------- | ----------------------- | ---------- | --------------- |
| 18   | Ingvild Synnøve Midtskogen | 095,2 (23)              | 266,9 (13) | 362,1           |
| 19   | Yūka Setō                  | 099,7 (21)              | 227,8 (19) | 327,5           |
| 20   | Jenny Rautionaho           | 211,1 (18)              | 103,8 (22) | 314,9           |
| 21   | Kurumi Ichinohe            | 196,0 (20)              | 108,5 (21) | 304,5           |
| 22   | Julia Mühlbacher           | 202,3 (19)              | 088,1 (28) | 304,5           |
| 23   | Lara Malsiner              |                         | 256,3 (15) | 256,3           |
| 24   | Heidi Dyhre Traaserud      | 099,6 (22)              | 100,7 (24) | 200,3           |
| 25   | Annika Sieff               | 085,5 (26)              | 103,5 (23) | 189,0           |
| 26   | Julia Kykkänen             | 077,9 (27)              | 090,9 (26) | 168,8           |
| 27   | Anežka Indráčková          | 071,3 (29)              | 089,2 (27) | 160,5           |
| 28   | Lara Malsiner              |                         | 097,8 (25) | 097,8           |
| 29   | Marita Kramer              | 094,2 (24)              |            | 094,2           |
| 30   | Joséphine Pagnier          | 090,3 (25)              |            | 090,3           |
| 31   | Karolína Indráčková        |                         | 087,9 (29) | 087,9           |
| 32   | Emma Chervet               |                         | 086,2 (30) | 086,2           |
| 33   | Liu Qi                     | 072,3 (28)              |            | 072,3           |
| 34   | Alvine Holz                | 018,7 (30)              |            | 018,7           |

## Gender-Gap beim Preisgeld
Selina Freitag machte bei der ARD auf das Gender-Gap beim Preisgeld aufmerksam. Freitag bekam für ihren Sieg in der Qualifikation von Garmisch-Partenkirchen  Duschcreme, Shampoo und vier Handtücher. Der Qualifikation-Sieger bei der Vierschanzentournee erhielt dagegen 3000 Schweizer Franken. Der Vorfall wurde als Shampoo-Gate bekannt. Am 6. Januar reagierte der Weltverband. Er versprach mehr Geld, mehr Skifliegen und einem gemeinsamen Kalender mit den Männern.